# Björn Dreyer (Fußballspieler, 1989)
Björn Dreyer (* 17. Januar 1989 in Osterode) ist ein ehemaliger deutscher Fußballspieler.

## Karriere
Dreyer spielte für Rot-Weiß Hörden und den VfR Osterode 08, bevor im Alter von 14 Jahren zu Werder Bremen ging. Bis 2008 spielte er in den Bremer Jugendmannschaften, in der Saison 2008/09 kam er für die zweite Mannschaft in der Dritten Liga zu zwei Einsätzen. 2009 wechselte Dreyer zum Bremer Regionalligisten FC Oberneuland. Nach einem Jahr dort ging er zum niedersächsischen Oberligisten TuS Heeslingen. Er spielte für die TuS Heeslingen bis zur Insolvenz im Frühjahr 2013 und beendete im Juli des gleichen Jahre seine aktive Karriere.

### Als Trainer
Kurz nach dem Ende seiner aktiven Karriere wurde Dreyer U-13 Trainer von Eintracht Braunschweig. Ende 2014 schloss er erfolgreich den Lehrgang zum Erhalt der A-Trainer-Lizenz ab. Ab Sommer 2015 war er U-15-Trainer von Werder Bremen, im Sommer 2020 löste er Christian Brand als U-17-Trainer ab.